# كأس اليونان 2016–17
كأس اليونان 2016–17 (باليونانية: Κύπελλο Ελλάδος ποδοσφαίρου ανδρών 2016-17)‏ هو الموسم 75 من كأس اليونان. أشرف على تنظيمه الاتحاد الإغريقي لكرة القدم، وكان عدد الأندية المشاركة فيه 34، وفاز فيه نادي باوك.